# Rob Tyger
Rob Tyger (eigentlich Robert Teigeler; * 1967 in Berlin) ist ein deutscher Musikproduzent, Komponist, Songwriter, Bassist und Gitarrist. Er verkaufte weit mehr als 3 Millionen CDs weltweit und wurde mit ca. 2 Dutzend Gold- und Platinplatten ausgezeichnet.

## Leben
Rob Tyger war 1990/91 unter der Leitung von Heinz von Hermann Mitglied im Berliner Jugend-Jazz-Orchester. 1992 veröffentlichte er mit der Jazz/Fusion-Band GOSSIP bei Mood Records seine erste eigene CD, die vom Keyboarder und Jazzpianisten Wolfgang Dauner produziert wurde.
Als Komponist, Texter und Produzent arbeitete er mehrfach mit Sarah Connor zusammen, für die er zusammen mit Kay Denar u. a. Connors Nummer-eins-Hits From Sarah with Love, Music Is the Key, Just One Last Dance, Living to Love You und From Zero to Hero schrieb. Ebenso schrieb und produzierte er bislang für Andreas Gabalier, Band ohne Namen, Jimi Blue Ochsenknecht, Kim Fisher, Kool & the Gang, Marc Terenzi oder Melanie Thornton. Als Bassist spielt er Jazz-Konzerte mit verschiedenen Formationen.